# Giovanni da Verrazzano
Ne doit pas être confondu avec Jean Fleury (ou Florin).
Giovanni da Verrazzano, en français Jean de Verrazane ou (rarement) Jean Verazani, en latin (selon sa signature) Janus Verrazanus, né le 20 juillet 1491 en Toscane et mort en 1528 aux Antilles, est un homme d'affaires et explorateur italien d'origine florentine, au service de François Ier lors de ses trois voyages de 1524 à 1528. 
En 1524, il est le premier Européen à explorer, au nom de la France, la côte atlantique de l'Amérique du Nord, prélude à la colonisation française des Amériques ; c'est lui qui donne à ces nouveaux territoires le nom de « Nova-Gallia » (Nouvelle-France), ainsi que le site de l’actuelle New York qu’il nomme La Nouvelle-Angoulême.
Ses deux autres voyages (1526-1527 et 1528) sont de moindre intérêt ; il meurt dans des conditions mal connues au cours du troisième, peut-être victime d'indigènes anthropophages.

## Controverses historiographiques

### Concernant son lieu de naissance
Trois hypothèses ont été formulées en ce qui concerne son lieu de naissance :
- une hypothèse italienne le fait naître à Greve in Chianti, ville qui l'honore d'une statue sur la place Matteotti et où se trouve le château familial, le 20 juillet 1491. Son père s'appelait Frosino di Lodovico di Cece da Verrazzano et sa mère Lisabetta di Leonardo Daffi. C'est l'option favorisée par les recherches les plus récentes[7].
- Une autre hypothèse italienne situe sa naissance vers 1485, dans une riche famille florentine formée par Piero Andrea Bernardo da Verrazzano et Fiammetta Capelli ; cette hypothèse ne dispose pas du soutien de la recherche généalogique dans les archives[pas clair] ;
- une hypothèse lyonnaise, soutenue par l'historien Jacques Habert (1919-2012), le fait naître à Lyon, bien qu'aucun acte de naissance n'ait été retrouvé, les registres de naissance n'existant pas à la fin du XVe siècle[3]. Il serait né de deux Italiens installés à Lyon, Alessandro di Bartolomeo et Alessandra Guadagni, mariés en 1480 dans cette ville[8],[9],[10]. Dans ce cas, sa mère serait la fille d'un célèbre banquier florentin émigré en France[3]. Peu d'historiens soutiennent aujourd’hui cette hypothèse[7].

### Concernant sa mort: confusion avec celle de Jean Fleury
On raconte qu'il est mort victime du cannibalisme aux Caraïbes durant un de ses voyages. Cette idée a été réfutée par l'analyse des archives, mais des recherches sont encore en cours pour obtenir une confirmation définitive des causes de son décès.

## Jeunesse et formation
Quel que soit son lieu de naissance, il est issu d'une famille florentine installée à Lyon, ville où se trouvait une colonie importante de négociants italiens, notamment la famille des Guadagni, dont le nom a été francisé en « Gadagne ». Lui-même passe une partie au moins de sa jeunesse à Lyon.
Il a un frère : Jérôme (Hieronimo en espagnol, Girolamo en italien).
Jusqu'au début des années 1520, il vit principalement à Lyon et à Paris, où il est présenté à la Cour.

## Les voyages

### Contexte
Les voyages de Verrazzano se situent dans le contexte des grandes découvertes : exploration de la côte africaine par les Portugais (1420-1498) et voyage de Vasco de Gama vers l'Inde (1498) ; voyages de Christophe Colomb et découverte d'un nouveau monde ; voyage de circumnavigation de Fernand de Magellan (1520).
Tandis que le traité de Tordesillas (1494) a réparti le nouveau monde entre les Espagnols et les Portugais (selon le méridien situé à 100 lieues à l'ouest des îles du Cap-Vert), d'autres États commencent à s'y intéresser, en premier lieu la France (et par la suite, les Anglais, puis les Néerlandais des Provinces-Unies).
En 1522, après la publication des récits de Maximilianus Transylvanus et d'Antonio Pigafetta, compagnon de Magellan, les élites françaises se passionnent pour cette grande expédition. La mère de François Ier, Louise de Savoie, fait traduire en français le journal d'Antonio Pigafetta.

### Préparatifs du premier voyage

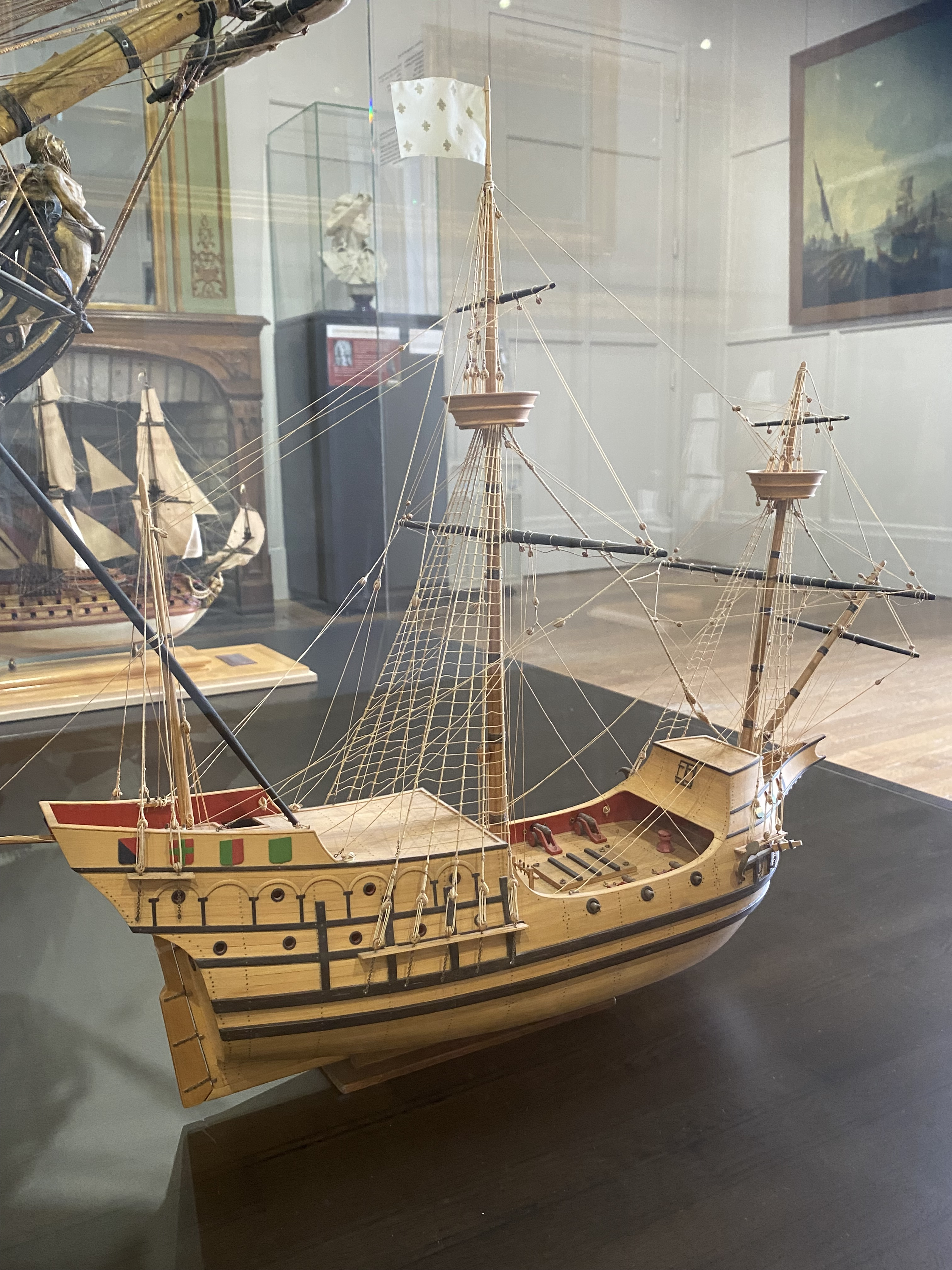
Maquette de 1963 de La Dauphine L. 35 m. (musée du Château de Dieppe)

En septembre 1522, Verrazzano réunit à Lyon des fonds en provenance d'Italie destinés à la flotte pour l'Inde « dont il est le capitaine »[pas clair]. 
Il forme une société avec huit autres marchands :
- cinq Italiens qui fournissent la plus grande partie du financement : Antonio Gondi, commanditaire, Giuliano Bonaccorsi, Tommaso Guadagni, Guglielmo Nasi, Roberto Albizzi ;
- trois Français : Jehan et François Le Buatier, Anthoine de Martigny.

À la fin de l'année, Verrazane est missionné par l'armateur Jean Ango, de Dieppe, pour explorer la zone comprise entre la Floride espagnole et Terre-Neuve, afin d'y découvrir un accès donnant sur l'océan Pacifique et l'Asie.
L'armement du navire La Dauphine a lieu au Havre.  

### Le voyage de 1524 vers l'Amérique du Nord
Verrazzano part du Havre le 4 mars 1524, avec un équipage d'une cinquantaine d'hommes. Il double Ouessant, puis fait route vers la côte de l'Espagne en traversant le golfe de Gascogne. Il longe ensuite le Portugal en direction de Madère où il fait escale pour se ravitailler. 
Après avoir reporté son départ à deux reprises, il part le 17 janvier 1524 pour la traversée de l'Atlantique. Il arrive près du cap Fear, le 7 mars 1524.

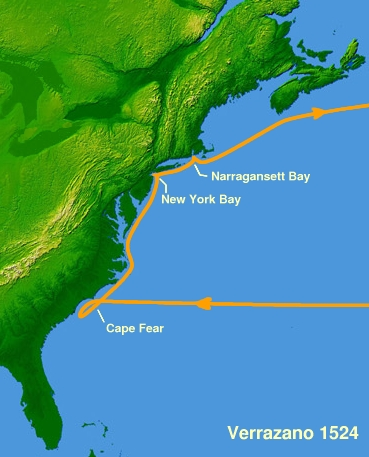
Voyage de Verrazzano en 1524.

Après un bref mouillage, il met cap au nord et longe la côte de ce qui est maintenant la Caroline du Nord. Il pense apercevoir l'océan Pacifique derrière une étroite bande de terre. Mais il ne s'agit en réalité que du lagon de la baie de Pamlico, long de 130 kilomètres, et dont la largeur atteint parfois 48 kilomètres, séparé de l'Atlantique par les Outer Banks, une barrière d'îles sablonneuses. Cette erreur conduit les cartographes d'alors, à commencer par Vesconte Maggiolo en 1527, et le frère de Giovanni, Girolamo da Verrazzano en 1529, à représenter l'Amérique du Nord quasiment coupée en deux parties reliées par un isthme, erreur qui n'a été corrigée que plusieurs décennies plus tard.
En poursuivant sa route vers le nord-est, il sonde chaque ouverture importante du littoral, notamment la baie de Chesapeake et les estuaires des fleuves Delaware et Hudson.
Il poursuit sa route en longeant le Maine, la Nouvelle-Écosse, Terre-Neuve, jusqu’au Labrador. 
Il rentre sans avoir trouvé de passage vers l'océan Pacifique.
Le professeur Stefaan Missinne, découvreur du Globe de Vinci de 1504, a analysé de manière critique le contenu du carnet de voyage de Verrazzano. Il a ainsi découvert des aspects iconographiques importants, inconnus jusqu'à présent, qui placent Verrazzano sous un nouveau jour et prouvent son lien avec Léonard de Vinci. 

### Suites du premier voyage
Le rapport de Verrazzano, daté du jour de son retour, est envoyé au roi qui se trouve à Lyon (il prépare l'expédition en Italie qui va aboutir au désastre de Pavie). Le rapport rend compte d'un vaste territoire revendiqué comme Francescane ou Nova-Gallia (Nouvelle-France).
Verrazzane a en effet donné à ces nouvelles terres des toponymes français qu'il traduit en italien[pas clair]. La carte de 1529, dressée par son frère, revendique par sa toponymie un empire continental pour la France[pas clair], à l'encontre du traité de Tordesillas. En particulier, il donne à la baie de New York, découverte le 17 avril 1524, le nom de « La Nouvelle-Angoulême », en hommage à François Ier, comte d'Angoulême.

### Les années 1525-1526
Très vite, Verrazzano commence à préparer un nouveau voyage en vue de trouver un passage vers l'Asie autre que le détroit de Magellan. Mais ses navires sont réquisitionnés pour la guerre et la capture de François Ier à Pavie met fin à ce projet.
Pendant la captivité du roi de France, Verrazzano fréquente les cours des rois Jean III du Portugal et Henri VIII d'Angleterre. 
En avril 1526, l'Espagne envoie Sébastien Cabot pour trouver un autre chemin vers le Pacifique. 
Au printemps 1526, Verrazzano est de retour en France où un nouveau projet est envisagé par l'amiral Philippe Chabot et l'armateur Jean Ango.

### Le voyage de 1526-1527
« Avons ce jourd'huy délibére que, pour le bien, prouffit et utilité de la chose publicque du royaulme de France, mettre sus deux de nos gallyons estant de present au Havre de Grâce avec une nef appartenant à Jehan Ango, de Dieppe, du port soixante dix tonneaulx ou environ , pour iceulx troys vesseaulx, esquipper , vitailler et munnyr, pour faire le voiaige des espiceryes aux Indes […] Et pour ce faire avons conclud et délibéré, avec iceulx, mectre et employer jusques à la somme de vingt mil livres tournoys, c'est assavoir, pour nous Admiral quatre mille livres tournoys, maistre Guillaume Preudhomme, général de Normandye, deux mil livres tournoy ; Pierre Despinolles, mil livres tour ; Jehan Ango, deux mil livres tour ; Jacques Boursier, pareille somme de deux mil livres tournoys, messire Jehan de Varesam , principalle pilote, semblable somme de deux mil livres tournoys. »
— Philippe Chabot
En juin 1526, Verrazzano quitte l'Europe avec son frère Girolamo, à la tête de trois navires pour tenter de passer le cap de Bonne-Espérance. Une tempête et une mutinerie empêchent les frères Verrazzano de progresser, tandis que le troisième navire atteint l'océan Indien. Prenant trop au sud, le bateau double Madagascar sans l'apercevoir et traverse tout l'océan Indien pour arriver à Sumatra. De là, il repart pour les Maldives, puis met cap au sud pour rejoindre Madagascar où l'équipage fait naufrage. Seuls quelques survivants atteignent le Mozambique. 
Pendant ce temps, les frères Verrazzano ont mis cap à l'ouest et atteignent le Brésil où ils prennent une cargaison de pernambouc. En septembre 1527, ils sont de retour en France.

### Le voyage de 1528 et la mort de Verrazzano
Un dernier voyage en 1528, raconté par Girolamo da Verrazano, les mène aux Antilles, peut-être en Guadeloupe où Giovanni aurait été tué par des indigènes anthropophages . 
Pour ce dernier voyage, Verrazzano partit de Fécamp comme le précise une communication citée par Albert Anthiaume : Verrazzano, capitaine du navire la Flamengue de Fécamp, contracta le 19 avril 1528 des engagements avec un certain nombre de gens qui acceptaient de l'aider à monter son projet.

## Postérité

### Un continent dans l'Atlantique

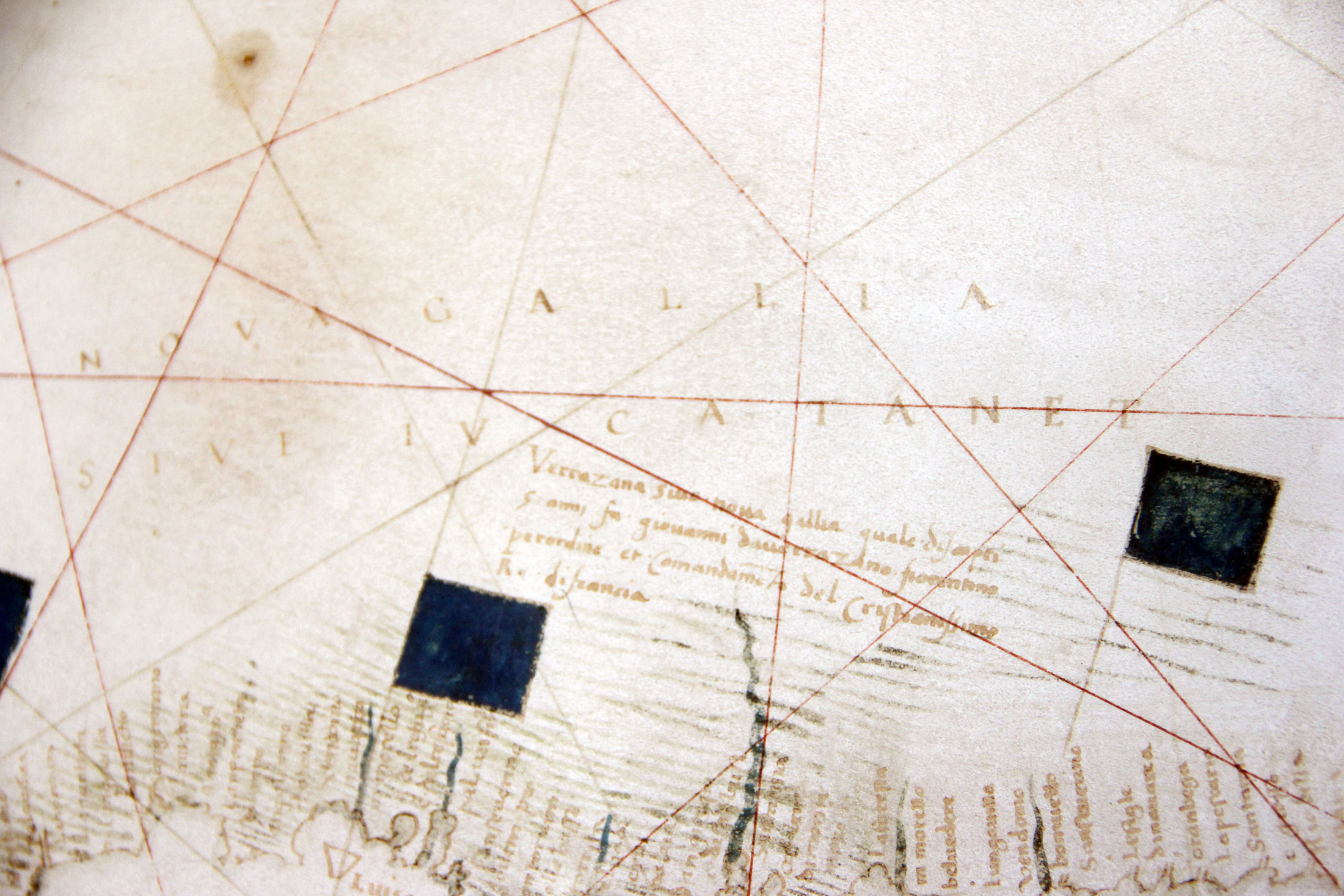
Carte de la Nouvelle-France, Nova Gallia de 1529.

Les explorations faites par Verrazzano en 1524 aboutissent à la célèbre carte de 1529 dressée par son frère Girolamo :

« La carte de Verrazano forme une de ces manifestations indéfinies, mais efficaces, faites contre le système de Ptolémée vers le milieu du seizième siècle, lorsque la forme du continent américain était développée. Le système de Ptolémée supposait qu'aucun continent n'existait dans l'Atlantique, et qu'il était possible de naviguer de l'Europe occidentale à l'Inde. C'était la vue de Colomb, qui n'avait pas d'idées originales, étant un simple copiste, et qui mourut en croyant qu'il avait effectivement démontré la vérité de l'ancienne théorie. »

— De Costa, 1880 (traduction)
Cette carte nomme pour la première fois des lieux le long de la côte nord-américaine, au nord de la Floride.

### Nova Gallia: la Nouvelle-France
En 1529, son frère Girolamo da Verrazzano trace une carte aujourd'hui conservée à la Bibliothèque apostolique vaticane qui représente l'embouchure du fleuve Saint-Laurent et nomme l'ensemble du territoire dont Verrazzano a exploré la côte (du nord de la Floride à la Nouvelle-Écosse) Nova Gallia. Il s'agit de la première évocation connue de la Nouvelle-France, plusieurs années avant Jacques Cartier et Samuel de Champlain. 

## Hommages

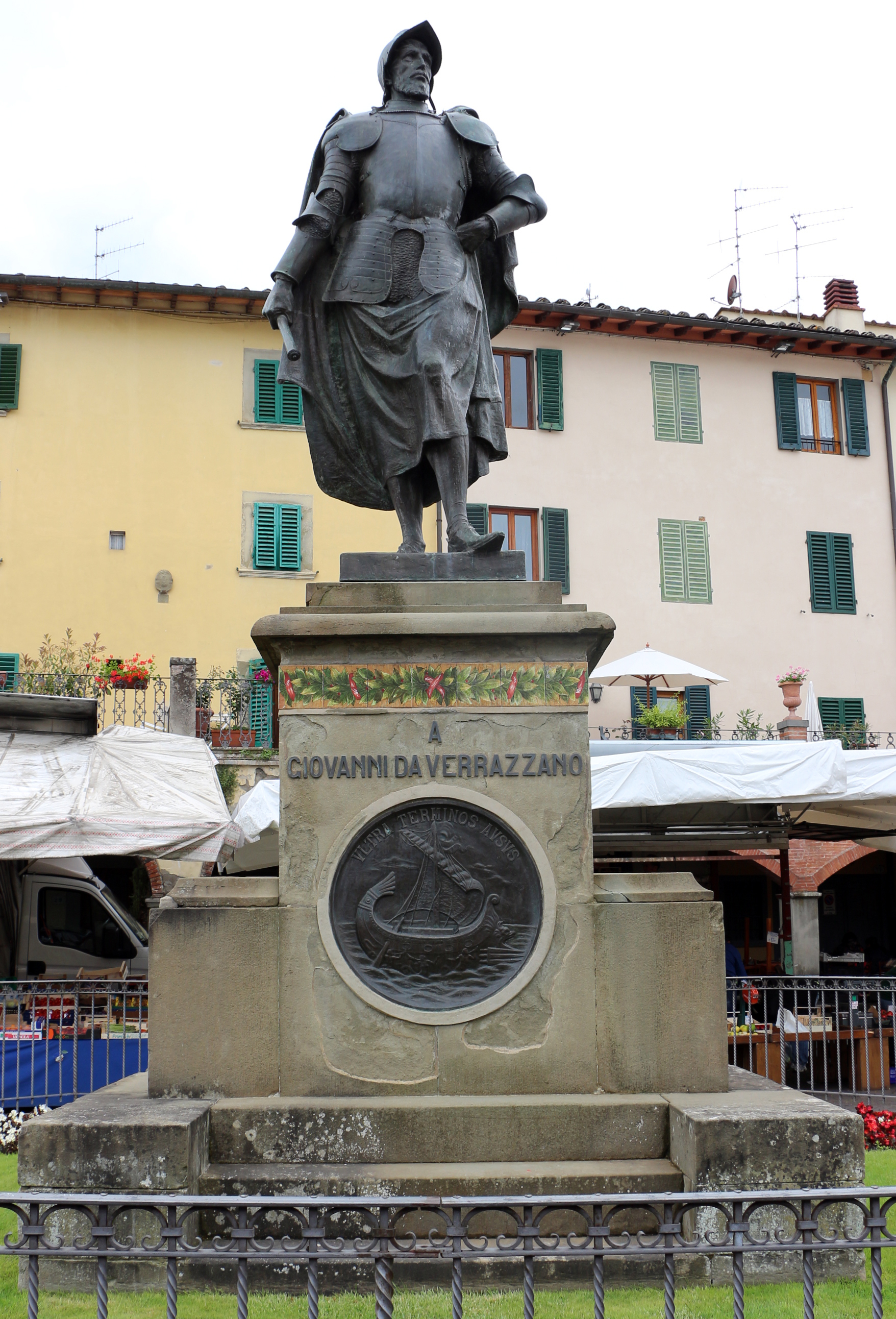
Statue de Giovanni Verrazzano à Greve in Chianti en Toscane.
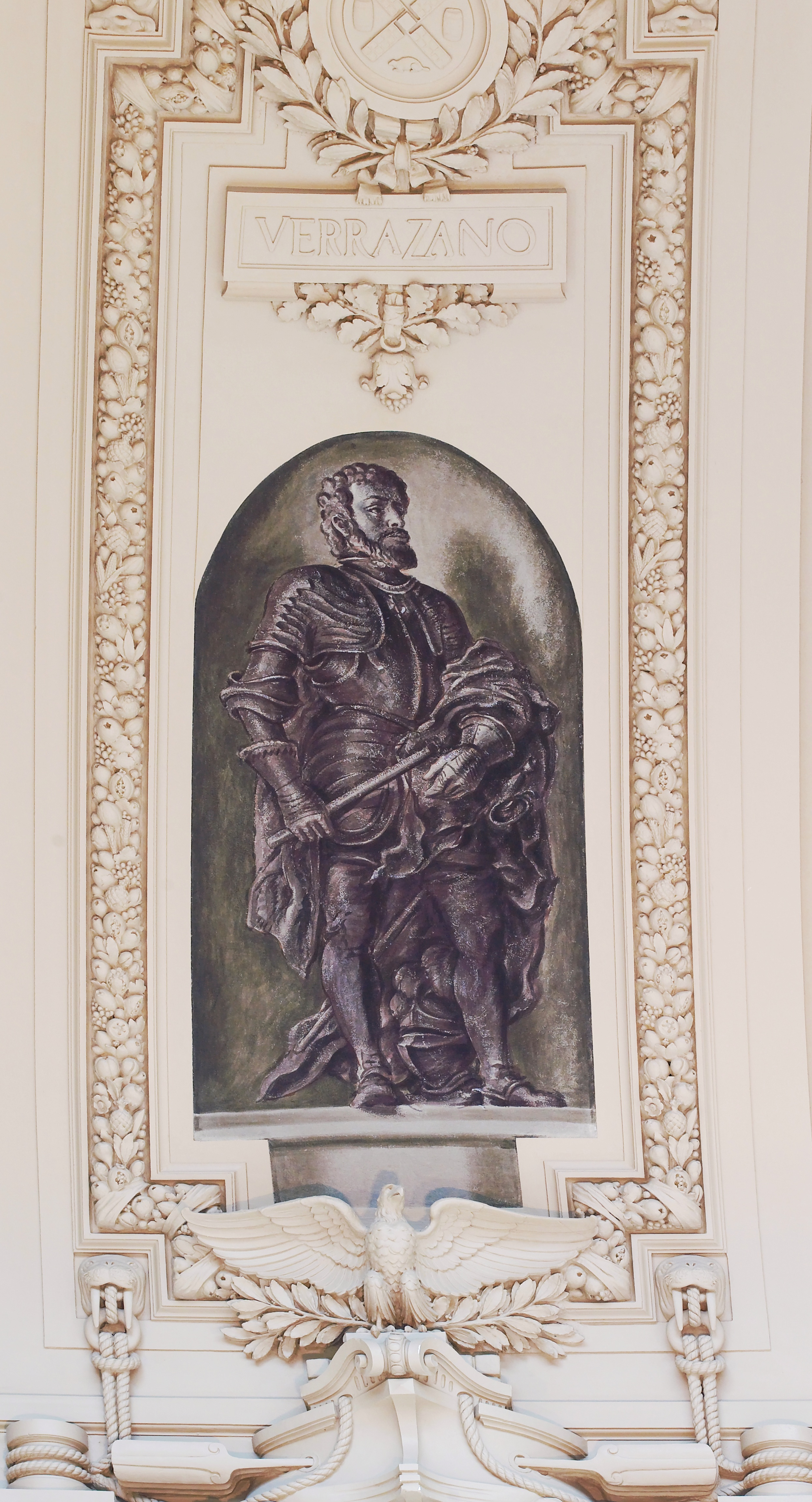
Fresque peinte Explorer Verrazano située dans la rotonde du Alexander Hamilton U.S. Custom House, New York.
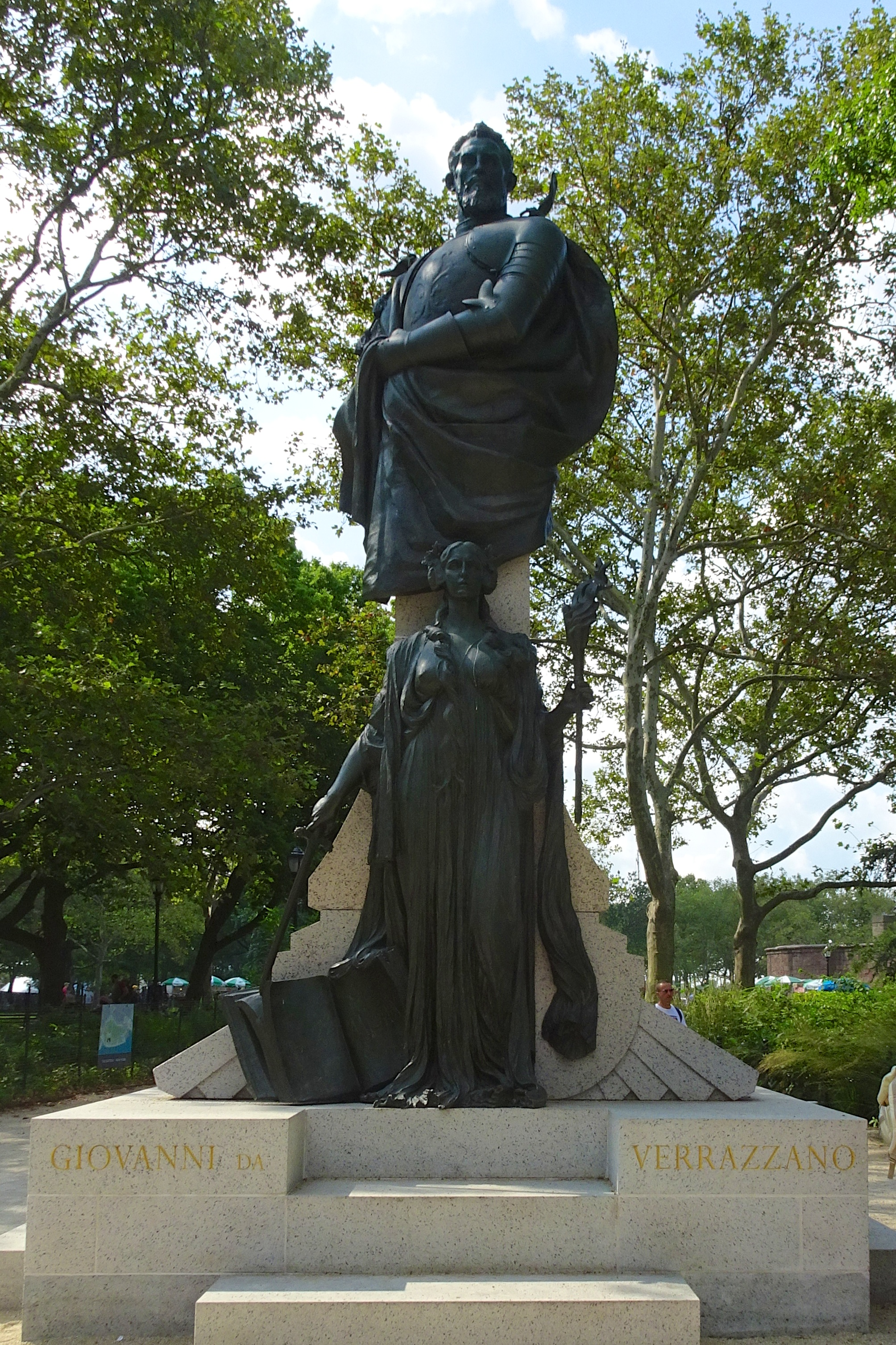
Giovanni da Verrazzano par Ximenes, au Battery Park de New York.
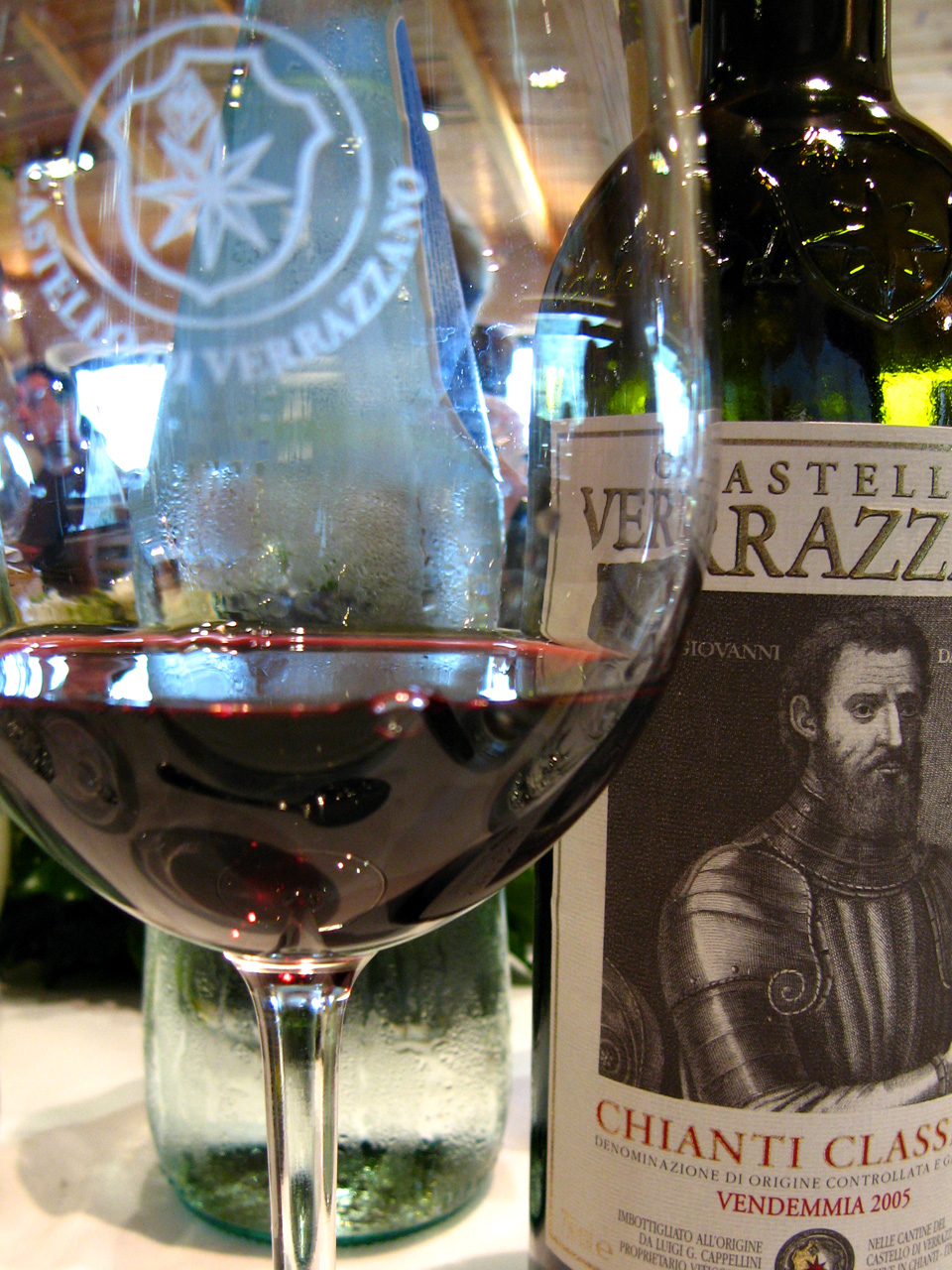
Le vin Castello Verrazzano - Chianti Classico.
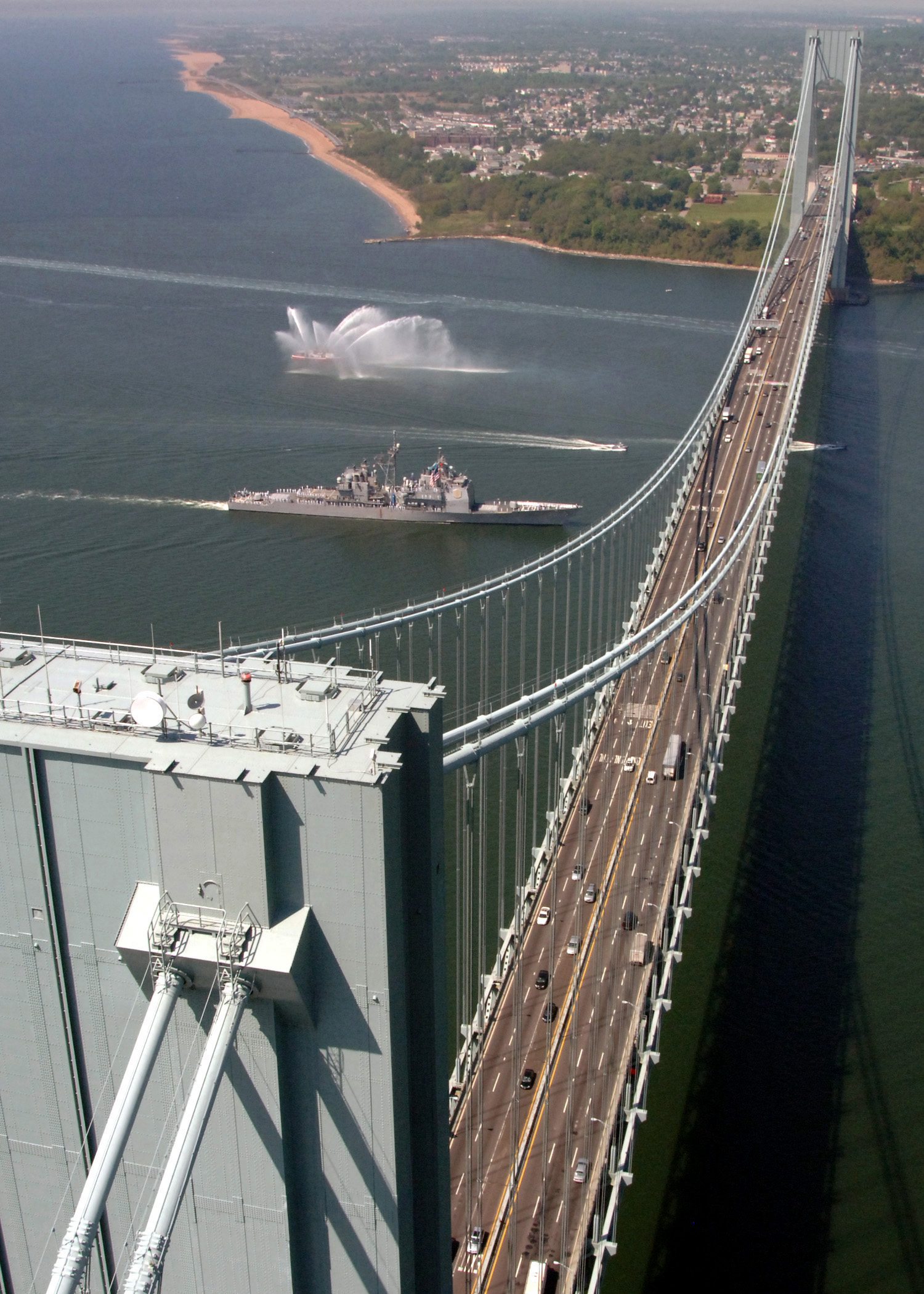
Pont Verrazzano-Narrows au-dessus du Hudson.

### Monuments
- Le monument Giovanni da Verrazzano par Ximenes, au Battery Park de New York[22].
- Monuments dus à Bino Bini (1916-2007) dans les jardins de l'Hôtel-de-Ville de Dieppe (1966)[23] et à Providence (Rhode Island).

### Ponts
- Ponte Giovanni da Verrazzano à Florence
- Pont Verrazzano-Narrows à New York
- Jamestown-Verrazano Bridge au Rhode Island

### Autres lieux
- Le collège Jean-de-Verrazane, dans le quartier de Vaise, à Lyon (9e arrondissement) (Jean de Verrazane a vécu une partie de son enfance à Lyon et des banquiers lyonnais ont financé ses voyages).
- Place Giovanni-da-Verrazzano, à Lyon, 9e arrondissement[24]. Sur cette place se situe le campus Verrazzano, ensemble de bâtiments de bureaux en forme de péniches, construit au début des années 2000 et ancien siège social de la société Infogrames.
- Rond-point Giovanni-da-Verrazano au Havre
- Fresque des Lyonnais (Lyon - 1e) où est peint le portrait nommé de Jean de Verrazane.

### Divers
- Le navire de guerre italien Giovanni da Verrazzano, lancé en 1928
- Le vin Castello Verrazzano

## L'orthographe de son nom

### Un ou deux «z»?
Dans un autographe de Giovanni, qui figure dans le « document de Rouen », ainsi sur la carte dessinée par son frère Hieronimo da Verrazano, le nom est écrit avec un seul «Z» dont la taille ou le signe terminal pourrait évoquer deux "Z". 

Signature de Verrazano : Janus Verrazanus.

Les Espagnols et les Portugais écrivent Verazano, Verrazano, Verozan ou Veramsan ; on trouve aussi en portugais Joâo Verezano.
En France, il existe plusieurs formes francisées : Verrazan, Varacenne, Varrasenne, Varassane, Varrasonne, Varezam, Verrassane, Verrazzane, Verassane. Le prénom de Giovanni est francisé en Jehan. La particule da devient de, mais est parfois omise.
Si l'écriture des noms propres est moins figée quand il s'agit de franchir les frontières des langues, à l'instar de Jacques Habert, nous pourrions résumer la chose de manière plus évidente : celle qui consiste en une francisation progressive du nom et qui voit le nom Verrazzano, dans son écriture originelle florentine, évoluer en Verrazano à Lyon où une grande communauté florentine entretient encore l'italianité du nom, puis en Verrazane, Verassane et Varacène à Rouen, à Dieppe ou Honfleur où l'éloignement des communautés italiennes facilite la francisation du nom. 
Un décret de 2018 de la municipalité de New York a d'ailleurs tranché en faveur des deux « z » originels pour le nom du pont Verrazzano-Narrows de New York. Ce qui d'ailleurs ouvre à une autre risque d'effacement que le brouillage orthographique, celui qui consiste à y adjoindre un autre nom plus simple qui finit par faire oublier un nom plus complexe... à suivre, donc.

### Sources et bibliographie

#### En français
- Claude Briot, « Jean Verrazano et la découverte de la côte est des (actuels) États-Unis », dans Dieppe-Canada cinq cents ans d'histoire commune, Éditions Magellan & Cie, 2004.
- Christian Buchet et Michel Vergé-Franceschi, La mer, la France et l'Amérique latine, Paris, Presses de l'université Paris-Sorbonne, coll. « Histoire maritime », 2006, 413 p. (ISBN 2-84050-420-0, BNF 40127728, présentation en ligne, lire en ligne).
- Robert Devaux, « Giovanni Verrazzano (1485-1528) A son dernier voyage il partit de Fécamp », Les Annales du patrimoine de Fécamp, no 8, 2001 (publication de l'Association Fécamp Terre Neuve)
- Giovanni da Verrazzano, « Le voyage de Giovanni da Verrazzano à la Francesca (1524) » dans Jacques Cartier : Voyages au Canada avec les relations des voyages en Amérique de Gonneville, Verrazzano et Roberval, Paris, La Découverte, 1992  (ISBN 2-7071-1227-5).
- Gabriel Gravier, Les voyages de Giovanni Verrazzano sur les côtes d’Amérique avec des marins normands, pour le compte du roi de France en 1524-1528, Rouen, E. Cagniard, 1898, 32 p. (lire en ligne).
- Jacques Habert, La vie et les voyages de Jean de Verrazane, Cercle du livre de France, Montréal-Ottawa, 1964
- Jacques Habert, Verrazane Quand New York s’appelait Angoulême, Éditions Perrin, 1993
- Michel Mollat du Jourdin et Jacques Habert, « Giovanni et Girolamo Verrazano, navigateurs de François Ier », Paris, Imprimerie nationale, coll. « Dossiers de voyages établis et commentés »,  1982.
- Théa Picquet (également disponible dans Rinascimento, seconde série, volume 39, 1999, pp. 431-466), « Voyages d’un florentin : Giovanni da Verrazzano (1485-1528) », Cahiers d’études romanes, vol. 3,‎ 1999, p. 41-80 (DOI 10.4000/etudesromanes.3378, lire en ligne, consulté le 25 juin 2017).
- Marcel Trudel, Mythes et réalités dans l'histoire du Quebec, vol. 4, Montréal, Hurtubise HMH, 2009 (ISBN 978-2-89647-177-5).
- Marcel Trudel, « Enfin les fleurs de lis, 1524 », Revue d'histoire de l'Amérique française, Institut d’histoire de l’Amérique française, no 154,‎ 1962, p. 477-508 (ISSN 0035-2357 et 1492-1383, lire en ligne).

#### En anglais
- (en) « Giovanni da Verrazzano Italian navigator », Encyclopedia Britannica,‎ 2008 (lire en ligne, consulté le 6 janvier 2017).
- (en) Benjamin Franklin De Costa, Verrazano the explorer : being a vindication of his letter and voyage, New York, A.S. Barnes & company, 1880, 126 p. (lire en ligne).
- Lawrence Counselman Wroth, The Voyages of Giovanni da Verrazzano, 1524-1528, New Haven, Yale University Press, 1970.
- Richard Hatzopoulos, Dionysios e Virr, « The voyage of Giovanni da Verrazzano: a newly discovered manuscript », dans Fontanus, vol. 5, McGill University Library, 1992.
- Luca Codignola, « Another Look at Verrazzano’s Voyage, 1524 », Acadiensis, XXIX, 1 (août 1999), p. 29-42 ; également disponible en italien : Luca Codignola, « Verrazzano e la navigazione del 1524 : l'unicità del punto di vista », dans Luca Codignola, Colombo ed altri navigatori, Gênes, Frilli, 2007, p. 115-144.

#### En italien
- Ilaria Luzzana Caraci (dir.), Scopritori e viaggiatori del Cinquecento e del Seicento, Tomo I : il Cinquecento, Milan-Naples, Ricciardi, 1991 (contient : « Giovanni da Verrazzano : Introduzione », p. 575-590, dans Lettera, p. 591-616).
- Alessandro Boglione, « Contributo alle biografie di Giovanni e Girolamo da Verrazzano », Archivio Storico Italiano, CLVII, 1999, p. 231-267.
- Michele Castelnovi, « La Lettera di Verrazzano (1524) come antitesi alle prime relazioni sul Nuevo Mundo », Bollettino della Società Geografica Italiana, série XII, vol. IX, fasc. 4, Rome, 2004, p. 911-950.
- Michele Castelnovi, « Luoghi e tempi di un errore cartografico : l’istmo di Verrazzano (1524-1593) », dans : C. Donato (dir.), Luoghi e tempo nella cartografia, Atti del Convegno nazionale dell’Associazione Italiana di Cartografia Trieste aprile 2005, Bollettino dell’Associazione Italiana di Cartografia, n° 123-124, Trieste, 2005, p. 295-306.
- Michele Castelnovi, « La presenza di Verrazzano in Francia nel 1521, dall’epistolario di Giovanni Rucellai », Miscellanea di storia delle esplorazioni, Gênes, 2007, p. 28-40.
- Fabio Romanini, « Sulla « Lettera a Francesco Ire di Francia » di Giovanni da Verrazzano. Con una nuova edizione », Filologia Italiana, IX, 2012, p. 127-190.
- Michele Castelnovi, « Fraude, Inganno, Errore & Heresia : per una tipologia del Falso in esplorazione e in cartografia », Geostoria. Geostorie (a cura di Annalisa D’Ascenzo), Rome, Centro Italiano per gli Studi Storico-Geografici, 2015, p. 43-64.

### Autorité
- Ressource relative à la recherche :   - Biodiversity Heritage Library
- Notices dans des dictionnaires ou encyclopédies généralistes :   - American National Biography
  - Britannica
  - Den Store Danske Encyklopædi
  - Dictionnaire biographique du Canada
  - Dizionario biografico degli italiani
  - Dizionario di Storia
  - Enciclopedia italiana
  - Enciclopedia De Agostini
  - Gran Enciclopèdia Catalana
  - Nationalencyklopedin
  - NCpedia
  - Store norske leksikon
  - Treccani
  - Universalis
- Notices d'autorité :   - VIAF
  - ISNI
  - BnF (données)
  - IdRef
  - LCCN
  - GND
  - Italie
  - Espagne
  - Pays-Bas
  - Pologne
  - Israël
  - NUKAT
  - Vatican
  - Tchéquie
  - WorldCat